# Una hoja en el viento
Una hoja en el viento —título original en inglés A Leaf in the Wind— es el segundo episodio de la serie de Nickelodeon, la leyenda de Korra. Fue estrenado el 14 de abril de 2012.

## Argumento
Viviendo con su instructor Tenzin en la isla del templo del aire, Korra se frustra por su incapacidad para hacer aire-control. Su atención estaba fijada a la arena de pro-control más famosa de Ciudad República, en donde ella visita contra los deseos de Tenzin. Allí ella hace amistad con Bolin, quien queda enamorado de Korra a primera vista. Bolin junto a su hermano mayor Mako y un amigo más, Hasuk, compiten en partidos profesionales de pro-control en el equipo "Los hurones del fuego”. Debido al abandono de Hasuk, Korra se une al equipo y compite secretamente en un partido. Debido a su inexperiencia que ella sufre inicialmente, le fue complicado luchar, sin embargo, mediante el uso de movimientos de aire-control que Tenzin le había enseñado, "Los hurones de Fuego" triunfan. Su victoria impresiona a Tenzin, que permite que ella permanezca en el equipo.